# Lamprotatus microsphaereus
Lamprotatus microsphaereus is een vliesvleugelig insect uit de familie Pteromalidae. De wetenschappelijke naam is voor het eerst geldig gepubliceerd in 1861 door Förster.